# Everybody Wants Some!!
Everybody Wants Some!! ist eine US-amerikanische Filmkomödie von Richard Linklater aus dem Jahr 2016.

## Handlung
Donnerstag an einer texanischen Universität im August 1980: Jake kommt neu von der Highschool ins Baseball-Team der Universität, wo er als Pitcher spielen soll. Er teilt sich mit den elf weiteren Mitgliedern der Mannschaft zwei Häuser, in denen Alkohol und Frauen offiziell von ihrem Coach verboten wurden – doch niemand hält sich wirklich an diese Regeln. Schon am ersten Tag versuchen die Jungs, allen voran die erfahrenen Spieler Finnegan und Roper, auf dem Parkplatz des Campus zwei Mädchen aufzugabeln, handeln sich aber eine Abfuhr ein. Das eine Mädchen erklärt allerdings, dass sie den schüchternen Jake auf dem Rücksitz süß finde, woraufhin er die Zimmernummer ihres Appartements notiert. Am Abend besuchen die jungen Männer eine Diskothek mit Disco-Sounds und veranstalten später in ihrem Haus eine wilde Party, auf der Jake mit der Studentin Val zu sexuellen Erfahrungen kommt.
Am Freitag kehrt in das Haus tagsüber etwas Ruhe ein und die Studenten verbringen ihre Zeit mit Gesprächen und kleinen Wettkämpfen, die niemand gerne verlieren will. Neben Jake fangen auch sein etwas hinterwäldlerischer Zimmergenosse Billy „Beuter“ Perkins sowie Plummer und Brumley mit dem Studium an, außerdem sind der übermäßig ehrgeizige Jay Niles und der Kiffer Willoughby von anderen Universitäten ins Team gestoßen. Willoughby, ein philosophierender Marihuana-Konsument, weiht die anderen Jungs im Laufe des Wochenendes in seine Lebensphilosophie ein und erklärt, warum Pink Floyd besser als Van Halen ist. Am Abend besuchen sie dieselbe Diskothek wie am vorigen Tage, aus der sie aber herausgeworfen werden, nachdem Jay sich gegenüber dem Barkeeper unverschwämt verhält. Kurzerhand wechseln die Jungs die Kleidung und gehen in eine andere Bar mit einem Western-Motto.
Am Samstagnachmittag trifft Jake auf Justin, ein ehemaliges Mitglied seines Highschool-Teams, der mittlerweile der Punkszene angehört. Obwohl Jake und seine anderen Mitspieler wenig mit Punk anfangen können, gehen sie dennoch auf das Punk-Konzert mit Justin. Jake hinterlässt vor dem Appartement der Studentin vom Parkplatz Blumen sowie eine Nachricht mit seiner Telefonnummer. Am Abend feiern die Baseball-Spieler mit zahlreichen Gästen eine exzessive Party im Mannschaftshaus.
Am nächsten Tag erhält Jake einen Anruf von der Studentin namens Beverly und sie treffen sich. Die kultivierte Schauspielstudentin Beverly ist überrascht, dass er ein Baseballspieler ist, zumal sie die eher für Rüpel und Dummköpfe hielt – dennoch finden sich beide gut. Am Nachmittag absolvieren Jake und seine Mitspieler ein erstes Training. Jake muss sich an das gesteigerte Niveau gewöhnen, während Jay in sportlicher Hinsicht von dem Teamkapitän McReynolds in seine Grenzen verwiesen wird. Willoughby wird überraschend vom Coach des Spielfeldes verwiesen und kehrt nicht mehr zurück. Später kommt heraus, dass Willoughby bereits 30 Jahre alt ist und sich unter falschen Namen immer wieder an neuen Universitäten eintrug, offenbar da er sich nicht von dem Studentenleben und dem Baseballspielen verabschieden konnte. Jake wurde von Beverly zu „Oz“, der abendlichen Party der Schauspielstudenten, eingeladen. Obgleich die Baseball-Spieler nicht wirklich in eine eher künstlerische Atmosphäre passen, machen sie das Beste daraus und stürzen sich auf die Mädchen. Der besonders kreative Finnegan versucht gar Schauspielstudentinnen mit seinen angeblichen Kenntnissen der Astrologie zu gewinnen. Beverly und Jake kommen sich schließlich nahe, sie verbringen den Rest der Nacht miteinander und gehen dann in ihr Appartement.
Am nächsten Morgen beginnt der Unterricht an der Universität. Jake und sein Mitspieler Plummer haben ihre erste Vorlesung zusammen. Doch als der Professor den Satz „Grenzen sind da, wo du sie findest“ (Frontiers are where you find them) an die Tafel schreibt, schlafen die beiden infolge der turbulenten Ereignissen des Wochenendes bereits ein.

## Hintergrund
Everybody Wants Some!! wurde als „inoffizielle Fortsetzung“ von Richard Linklaters 1993 erschienenen Filmes Confusion – Sommer der Ausgeflippten beschrieben, der den letzten Tag einer Highschool-Clique im Jahre 1976 darstellte. Linklater wies auch auf Parallelen zu seinem vorigen Film Boyhood hin: Dieser endet an dem Tag, als die Hauptfigur die Welt des Colleges betritt, während Everybody Wants Some!! das erste Wochenende eines Studenten am College porträtiert. Der 1960 geborene Linklater ließ dabei auch eigene Erfahrungen aus seiner Zeit am College einfließen. Er war selbst Teil des Baseballteams der Sam Houston State University gewesen, ehe er aufgrund von Herzproblemen Hoffnungen auf eine weitere Baseball-Karriere aufgeben musste.
Linklater hatte bereits den ersten Entwurf für Everybody Wants Some!! im Jahre 2005 geschrieben, fand jedoch lange keine Finanzierung für sein Filmprojekt. Die Dreharbeiten fanden hauptsächlich im texanischen Austin zwischen Oktober und Dezember 2014 statt. Über den Titel Everybody Wants Some!! reflektierte er:
„Man wollte einfach alles und fühlte sich dazu berechtigt – genau deswegen gefällt mir dieser Titel, der von einem Song von Van Halen stammt, so gut. Man dachte, dir gehört die Welt und du kannst dir alles nehmen. Erst später wurde einem klar, dass einem die Welt nur ein kleines Stückchen geben wird – und auch nur dann, wenn man Glück hat.“

## Kinoauswertung
Bei einem Filmbudget von rund zehn Millionen US-Dollar spielte er an den US-Kinokassen nur rund 3,4 Millionen Dollar ein. Trotz weiterer Einnahmen aus dem Ausland war der Film damit ein kommerzieller Flop.

## Kritiken
Everybody Wants Some!! fand positive Aufnahme bei der Mehrzahl der US-Filmkritiker, bei Rotten Tomatoes erhielt er eine positive Kritikerwertung von 87 % bei insgesamt 244 Kritiken. Die Durchschnittswertung betrug 7,6 von zehn Punkten. Als Kritikerkonsens wurde formuliert: „Nostalgisch im besten Sinne, zeigt Everybody Wants Some!! Richard Linklater durch die Vergangenheit schlendernd mit einer talentierten Besetzung, einer liebenswert mäandrierenden Geschichte, und einem mörderischen Soundtrack aus klassischem Rock.“ („Nostalgic in the best sense, Everybody Wants Some!! finds Richard Linklater ambling through the past with a talented cast, a sweetly meandering story, and a killer classic rock soundtrack.“)
Marietta Steinhart in Die Zeit zeigte sich dagegen eher kritisch: „Richard Linklater ist vielleicht der großartigste Hersteller kleiner Filme im amerikanischen Kino. Um so frustrierender ist der enge, lechzende Blick seines neuen Films. Es ist schamloser Hedonismus. Irgendwann gibt es eine Montage, in der hintereinander geschnitten wird, wie die Jungs Sex haben und Linklater verweilt eine Spur zu lange mit der Kamera auf dem nackten Arsch eines Mädchens.“ Der Film fühle sich an wie rasch an wie „ein Jungsabend, an dem alle knalldicht sind, nur man selbst ist der Sprudeldepp.“ Dennoch seien die Figuren ein „ziemlich liebenswerter Haufen, gespielt von einem bemerkenswerten, weitgehend unbekannten Ensemble.“ Außerdem biete der Film unschuldige 1980er-Jahre-Nostalgie.
Tilman Spreckelsen in der Frankfurter Allgemeine Zeitung schrieb, in Everybody Wants Some!! „geht es nur auf den ersten Blick um nichts“. Der Film stehe in der Tradition der amerikanischen Collegefilme, unterscheide sich aber von diesen, in dem „der Film auf einzelne Momente setzt, die das Lebensgefühl der Gruppe illustrieren sollen.“ Vor allem aber lasse Linklater „seinen Protagonisten in einer seltsamen Mischung aus Aufnahmebereitschaft und innerer Resistenz durch ein ganzes Panorama unterschiedlicher Einflüsse gehen“. Spreckelsen kam zu dem Fazit: „Es ist die aufgehobene Zeit, die Linklater feiert, der in Bernstein aufgehobene Augenblick, und der ist naturgemäß nur deshalb besonders, weil Jakes Leben weitergehen wird. Was das bedeutet, zeigt der Film auch. Denn einer der Protagonisten wird rasch und beinahe beiläufig aus dem Paradies verstoßen, in das er sich hineingestohlen hatte, obwohl er ihm längst entwachsen war.“